# Elliott Quow
Elliott Quow (3 marzo 1962) è un ex velocista statunitense, vicecampione mondiale dei 200 metri piani a Helsinki 1983.

## Biografia
La sua carriera ha raggiunto l'eccellenza mondiale nella stagione agonistica 1983, allorché si impose nei 200 metri piani alle Universiadi e conquistò il 2º gradino del podio sia ai Giochi panamericani che ai Mondiali, sempre nella stessa specialità.
In carriera Quaw non è mai riuscito a superare le qualificazioni dei trials nazionali, non vanta quindi alcuna partecipazione ai Giochi olimpici.

## Palmarès
| Anno | Manifestazione      | Sede     | Evento          | Risultato | Prestazione | Note  |
| ---- | ------------------- | -------- | --------------- | --------- | ----------- | ----- |
| 1983 | Universiadi         | Edmonton | 200 metri piani | Argento   | 20"46       | [ 2 ] |
| 1983 | Giochi panamericani | Caracas  | 200 metri piani | Oro       | 20"42       |       |
| 1983 | Mondiali            | Helsinki | 200 metri piani | Argento   | 20"41       |       |